# Медицина майя
Медици́на ма́йя — те знания о медицине, сохранении и поддержании здоровья, гигиене и образе жизни, которые имелись у народа цивилизации майя. Уровень развития медицины, способы идентификации болезней и их лечение у майя стояли на высшем уровне относительно как Америки, так и Старого Света. Знаниями о медицине обладали немногие специально обученные люди — врачи.

## Лечебно-профилактическая медицина
Врачи майя весьма точно могли определять многие болезни, такие как: ангина, туберкулёз, опухоль, астма, язва, глазные болезни и другие. Для борьбы с болезнями использовались те или иные лекарственные средства (преимущественно в виде снадобий), число которых превышает несколько сотен. Помимо растительных ингредиентов использовались многие другие подручные средства животного происхождения, причём не только простое мясо (например, ягуара), но и хвосты (хвост опоссума использовался в размельчённом виде для ускорения родов или устранения задержек менструации), перья (перья попугая-кардинала использовались при рвоте с кровью), рога (рога животных "помогали" наряду со слюной беременной женщины и сажей при опухолях и язвах) и многое другое. Некоторые из действенных лекарственных средств были заимствованы европейцами (например, некоторые рвотные, мочегонные и слабительные средства).
Другие меры, не предусматривающие применение лекарственных средств внутрь, включали ингаляции, ванны, кровопускания, а также применение ритуальных действий с заклинаниями, сила которых, по представлениям древних майя, могла избавить от болезни и не допустить её возникновения в будущем.

## Хирургия
Особенно высокого уровня в своём развитии достигла хирургия майя. Анатомия была известна древним благодаря многочисленным человеческим жертвоприношениям, а также многовековой практики вскрытия. Основным инструментом хирурга служил обсидиановый нож, которым вскрывали участки тела, подозрительные на опухоль, нарыв или катаракту, умело удаляя поражённые зоны. На разрез накладывался шов, выполненный при помощи иглы волосом. Аналогом анестезии служил обыкновенный наркотик[какой?], который притуплял чувствительность к боли. Майя были известны такие сложные операции как трепанация черепа и пластические операции на лице.

## Стоматология
Забота о здоровье зубов у древних майя была прерогативой преимущественно богатых слоёв общества. Бедные слои, рядовые граждане, рабочие и занятые в натуральном хозяйстве справлялись с зубной болью самостоятельно: например, сами выдирали зуб или лечили, опираясь на знания предков. Тем не менее даже для них существовала целая процедура инкрустирования из смеси, по своим свойствам напоминавшим цементную массу. Государственные служащие и священнослужители могли позволить себе инкрустацию из кусочков раковин. Точение зуба, придание ему нужной формы происходило при помощи специального камня. Делом в том, что канон предписывал иметь передние резцы, которые для этого подтачивались, а также инкрустации —- нефритом, яшмой, иногда золотом. Дорогие металлы (серебро и золото) племя майя считали красивыми и полезными металлами, поэтому они применялись для украшения зубов.